# Robin Hood ou la Forêt de Sherwood
Pour les articles homonymes, voir Robin Hood.
Robin Hood ou la Forêt de Sherwood (titre original : Maid Marian) est un roman satirique de l’auteur anglais Thomas Love Peacock, paru en 1822. Il renouvelle la légende de Robin des Bois.
Accusé d’avoir plagié Ivanhoé (paru en 1819), l’auteur a toujours tenu à préciser que son livre avait été écrit, pour l’essentiel, à l’automne 1818. Maid Marian constitue, dans les pays anglo-saxons, la plus célèbre version des aventures de Robin des Bois. Il a inspiré maintes adaptations cinématographiques.

## Intrigue
Dans la chapelle abbatiale de Rubygill, le comte Robert Fitz-Ooth va épouser Mathilde Fitz-Water. Mais une troupe de soldats du prince Jean fait irruption. Déclaré hors-la-loi, Robert réussit à s’échapper et gagne avec quelques yeomen la forêt de Sherwood. Il devient Robin Hood.
Enfermée par son propre père, Mathilde s’enfuit et rejoint Robin. Elle devient Maid Marian.
Le prince Jean, amoureux de Mathilde, assiège le château du père de celle-ci. Jean est vaincu. Le père de Mathilde, dont le château a brûlé, part se joindre à la troupe de Robin.
Un jour, Robin et ses amis rencontrent un mystérieux chevalier, qui finit par révéler son identité. Il s’agit du roi Richard, enfin revenu de croisade. La justice va pouvoir régner à nouveau sur l’Angleterre, et Robin va pouvoir épouser Maid Marian.

## Personnages
- Les noms de Robin et Marian (du prénom français Marion) sont liés pour la première fois dans Le Jeu de Robin et Marion, pièce de théâtre d’Adam de la Halle, datée des années 1270-1280. On y trouve déjà la trame de Maid Marian : la bergère Marion, amoureuse du paysan Robin, doit repousser les avances d’un chevalier.
- La légende de Robin des Bois est chantée dans de nombreuses ballades anglaises. C’est en 1377 que le nom du héros apparaît écrit pour la première fois, dans Piers Plowman (Pierre le laboureur) de William Langland. Il faut attendre la fin du XVIe siècle pour que le roturier devienne un noble et pour que son nom soit rapproché de celui de Marian (parfois appelée Matilda).
- La figure de Frère Tuck est populaire au XVe siècle, et il se peut qu’elle ait été associée au personnage de Maid Marian avant de l’être à celui de Robin des Bois. En ce qui concerne la tradition écrite, c’est en 1475 que frère Tuck et Robin apparaissent ensemble, dans la pièce Robin Hood and the Knight, parfois appelée Robin Hood and the Sheriff. Thomas Love Peacock a renforcé l’image de bon vivant de frère Tuck, en s’inspirant très certainement de Rabelais[1].
- À la fin du XVIe siècle, on éloigne la période où Robin des Bois aurait vécu. On la fixe à la fin du XIIe siècle, ce qui permet de mêler à la légende deux figures historiques : celles de Jean sans Terre et de Richard Cœur de Lion. C’est la tradition reprise dans Ivanhoé, comme dans Maid Marian.

## Analyse
Il ne s’agit pas d’un roman historique. Peu soucieux de se documenter, l’auteur a multiplié les anachronismes, parfois délibérés. À la fois romantique et burlesque, le livre est une satire dirigée contre les classes supérieures et dirigeantes de l’époque de l’auteur.

## Adaptation musicale
Huit mois après la publication du livre, James Robinson Planché (1796–1880) en donne à Covent Garden une version dramatique, sur une musique de Henry Bishop (1786-1855) : Maid Marian ; or, the Huntress of Arlingford. C’est au succès de l’adaptation que le roman doit le sien.

## Traduction
En 1826, le livre est traduit par madame Daring, sous le titre Robin Hood ou la Forêt de Sherwood. Depuis lors, le texte de Thomas Love Peacock n’a pas été réédité en français.
- Thomas Love Peacock (trad. Mme Daring), Robin Hood, ou La forêt de Sherwood, Paris, Chez les Libraires CORBET aîné, 1826, 300 p. (BNF 31071119, lire sur Wikisource)